# 築城せよ!
『築城せよ!』（ちくじょうせよ!）は、2009年の日本映画。配給は東京テアトル。
愛知工業大学開学50周年記念映画である。

## 概要
古波津陽が自主制作し、2006年のサンフェルナンドバレー国際映画祭最優秀外国語映画賞を受賞した『築城せよ。』のリメイク作品。長編映画化にあたって脚本を書き直し、2008年3月に製作開始、同年9月25日に撮影が開始された。
愛知工業大学が全面協力し、出資のみならず、数多くの学生や地元の人々がボランティアとして撮影に参加した。

## ストーリー
愛知県の猿投（さなげ）は大した産業もなく貧乏な田舎町。町の誇れるものと言えば、立派な石垣の残る戦国遺跡・猿投城址公園くらいのものだった。
その城址公園を巡り、「跡地に工場を誘致して雇用促進と税収アップを図る」選挙公約を掲げて当選した馬場町長と、城の発掘・復元により観光の目玉にしようという岩手教授ら町の有志グループとが激しく対立していた。有志グループの一員として参加している土建屋の井原勘助は妻に先立たれて以来酒浸りで大学生の娘ナツキと折り合いが悪く、些細なことで衝突を繰り返していた。また、町役場の職員で豆腐屋のせがれ石崎祐一はいい年をしてドジでうだつが上がらず、「フラボン」 と陰口されていた。
翌日に町民集会を控えた夜のこと、公園内で寝泊まりするホームレスのゴンと彼を注意しようとした石崎、勘助の三人は誤って井戸跡に転落。だが、救助しようにも三人の姿は忽然と消えていた。岩手らは夜を徹して勘助たちを探すが結局三人は見つからずじまい。同じ頃、町では「商店街からノボリが消える」「馬がいなくなる」といったちょっとした事件が起きていた。
町民集会の当日、城址公園の発掘現場には奇妙な光景が広がっていた。ノボリが立てられ、紅白の幔幕が張り巡らされており、居なくなった馬が繋がれている。それはさながら戦を控えた本陣といった風情だった。視察と説得に訪れていた馬場たちが幔幕に入ると其処には鎧武者姿の石崎、勘助、ゴンが居並んでいた。石崎は猿投領主・恩大寺隼人将を自称し、勘助は軍師猿渡勘鉄斎と称する。三人は呆気にとられる馬場たちを尻目に町民たちに「築城宣言」を行う。岩手は「岩手三河守」と自称して三人に協力を申し出るが、馬場を一目見て匂いを嗅いだ隼人将は仇敵の末裔と見抜き一方的に敵視。馬場らはほうほうの体で逃げ去った。
にわかに活気づく有志グループだったが、石垣再建にあたり「砂を撒いて踏み固める」という古来のやり方に異を唱え、コンクリートで補強しようとした土建屋チームがゴンと対立。喧嘩に際し、水をかけられたゴンは苦しみだして倒れる。よく調べてみるとゴンがかけられたのは裏山から湧き出た霊水だった。隼人将たち三人は築城の最中に命を落とした戦国武将の亡霊で石崎たちの肉体に憑依しているのだということを語る。また、ゴンの指摘は間違っておらず、コンクリートで補強した石垣は僅かな降雨を排水できずに崩壊しかける。ただ、勘助への好意で協力していた土建屋チームは気を悪くして現場を去ってしまう。
隼人将は築城を断念し、馬場の居城（町役場）を奪う方針に変更。騎馬武者姿の隼人将と勘鉄斎は白昼堂々と町役場に現れ、会議室で隼人将への対応を協議していた馬場らを追い出して武力占拠する。しかし、なんの効果もないことを実感させられた隼人将は岩手の説得で撤退を余儀なくされる。岩手から「領主（町長）は領民（選挙民）に選ばれてなる」ものだと諭され、時代の変化を実感させられた隼人将は更なる方針転換を迫られる。
一方、ナツキは勘鉄斎に乗っ取られた父親を取り戻すべくペットボトルに入れた霊水で奇襲を試みるが敢えなく看破されてしまう。町民たちに迷惑のかからない方法での築城に切り替えた隼人将は新たな協力者としてナツキの恩師で建築構造学教授・佐々木律子を迎えるが資材調達に悩む。そんなとき、自分を取り戻したゴンから「建築資材に段ボールを使う」というアイデアが示される。こうして「段ボールで築城する」という前代未聞の試みが実施される。やがて隼人将の築城にかける情熱は町民たちから少しずつ理解と協力を得ていき、ナツキも半ば強引にこうした動きに巻き込まれていく。
これに対し、散々煮え湯を飲まされてきた馬場は「合戦まつり」を発案。祭りのどさくさで段ボール城の破壊を企てるのだった。

## 登場人物
石崎祐一（いわさき ゆういち）
うだつの上がらない町役場職員で豆腐屋の息子。あだ名はフラフラぼんやりしている所から「フラボン」と呼ばれている。が、井戸に落ちて隼人将に憑依されてしまう。
恩大寺隼人将（おんだいじ はやとのしょう）
戦国時代に築城許可が漸く出て猿投城を造営するが、完成直前に合戦によって滅ぼされたかつての領主。
なお、戦国時代の猿投は尾張国にあって下克上で実権を握った守護代織田家の支配地域。織田家の内部抗争（「伊勢守家」と「大和守家」更に大和守家の家老一族で織田信秀・信長親子を輩出した「弾正忠家」による。）と今川氏親の東尾張侵攻に伴う今川家の那古野城支配。松平家との合戦はあったが恩大寺という領主は存在せず、実在の人物ではない。また「隼人“将”」という官名は実在せず「隼人“正”」なら実在する。
井原ナツキ（いはら ナツキ）
本作のヒロイン。父の跡を継ぐべく猿投工業大学で建築構造学を学ぶが、何かと父との軋轢の絶えない女子大生。
井原勘助（いはら かんすけ）
妻に先立たれ、男手ひとつでナツキを育てている職人気質の大工の棟梁。実は娘とは反目し合っているが内心は心配でたまらなく想う父親。が、井戸に落ちて先祖の軍師勘鉄斎に憑依されてしまう。
猿渡勘鉄斎（さわたり かんてつさい）
恩大寺家臣団の一番手で片腕だったが、隼人将と共に自刃した軍師。
馬場虎兵衛（ばば とらべえ）
猿投町長。町の活性化のために猿投城址に大手企業の工場を画策している。岩手教授と幼馴染だが、先祖の馬場権太夫が隼人将の家臣だったが、自らの進言が隼人将に聞き入れられず敵軍に寝返り彼らを滅ぼした因縁がある。
佐々木律子（ささき りつこ）
猿投工業大学の構造学教授。自らの研究テーマと合致した「平成の大築城」に興味を持ち、進んで建築的観点から武将たちに協力する。
岩手晴彦（いわて はるひこ）
猿投工業大学の建築史教授。馬場町長の幼馴染。町の歴史にも詳しいことから武将たちと現代人との橋渡し役を勉め、現代の事柄を隼人将と勘鉄斎に教える。顔つきが隼人将の家臣に似ていたため、家臣の名前だった「三河守」と呼ばれる。
二本松和子（にほんまつ かずこ）
猿投町役場職員で石崎の上司。町長のこの件の片腕的存在。バリバリのキャリアウーマンで仕事の出来ない石崎をよくいびっている。
ゴン
長年、猿投城址に住んでいるホームレスで、ナツキや他の子供達から"おじさん"と呼ばれる人気者。彼にも憑依したがすぐに元に戻る。その後、城の材質にダンボールが適している事を提案し、築城にも率先して協力する。

## キャスト
- 石崎祐一 / 恩大寺隼人将 - 片岡愛之助
- 井原ナツキ - 海老瀬はな
- 井原勘助 / 猿渡勘鉄斎 - 阿藤快
- 馬場虎兵衛 - 江守徹
- 佐々木律子 - 藤田朋子
- 岩手晴彦 - 津村鷹志
- 二本松和子 - ふせえり
- ゴン / 権大夫 - 木津誠之
- 町民・中村 - 片岡功
- 大工・村野 - 小野進也
- 酒屋・森田 - 杉本明朗
- 春日拓司 - 安宅忍
- 春日時枝 - 星光子
- 大学職員 - 団長（安田大サーカス）
- スナック秀美ママ - 佐々木秀実
- コスプレ侍 - アメリカザリガニ

## スタッフ
- 原案 - 細野渉・古波津陽
- 監督 - 古波津陽
- 脚本 - 古波津陽・浜頭仁史
- 撮影監督 - 辻健司
- RED ONEワークフロー - 伊藤格
- 照明 - モリタケンジ
- 美術 - 磯見俊裕
- 衣装 - SERIKA
- ヘアメイク - Nico
- 音楽監督 - 赤城忠治
- 作曲 - 赤城忠治・松岡政長
- 録音 - 冨田和彦
- エグゼクティブプロデューサー - 後藤泰之
- プロデューサー - 益田祐美子
- インデペンデントプロデューサー - 戸山剛
- アソシエイトプロデューサー - 森豪
- コーディネーター - 鳥居一平・村井和之
- 製作 - 『築城せよ!』製作委員会（愛知工業大学、平成プロジェクト、ソイソース・エンタテインメント）